# Puzzleum

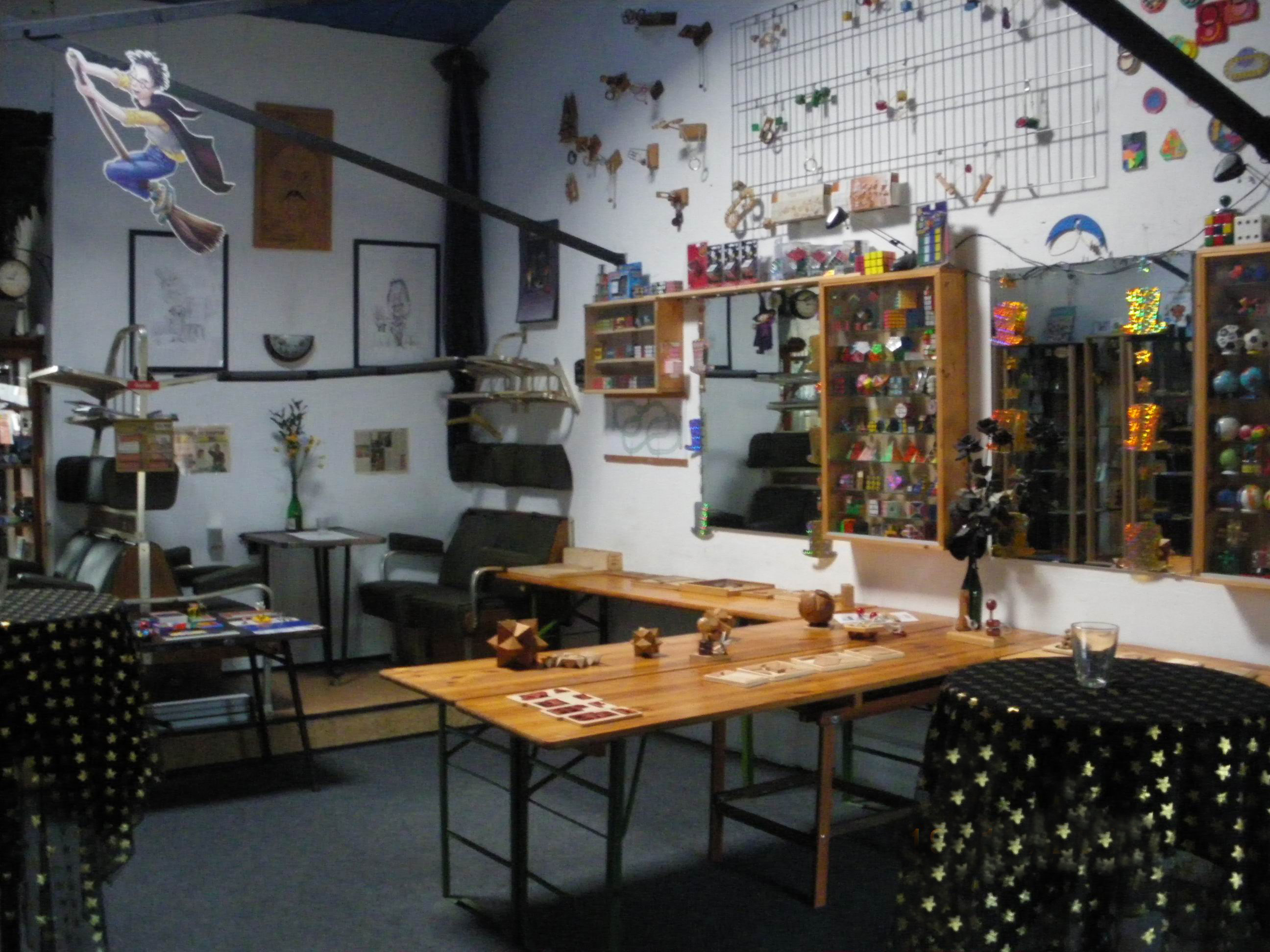
Puzzleum Bochum

Das Puzzleum ist das erste und einzige deutsche Museum für Geduldsspiele im Bochumer Stadtteil Gerthe. Es besteht seit 1999, befindet sich im Foyer des Theaters Zauberkasten und hat mehr als 1000 Exponate. Die Ausstellung ist für Kinder ab dem 4. Schuljahr geeignet.